# Nina Burton
Nina Burton (ur. 5 października 1946) – szwedzka poetka i pisarka.
W swojej twórczości wielokrotnie łączy ze sobą świat poezji i nauk przyrodniczych.
Zbiór esejów Den nya kvinnostaden był nominowany w 2005 roku do Nagrody Augusta. W 2016 roku Butron otrzymała Nagrodę Augusta w kategorii literatura faktu za Gutenberggalaxens nova.
Członkini Towarzystwa Dziewięciu od 1994 roku (fotel nr 2) oraz Królewskiej Szwedzkiej Akademii Nauk.

## Twórczość
- 1984 – Mellan eld och skugga. Studier i den lyriska motsägelsen hos Werner Aspenström
- 1987 – Bakom den gröna dörren
- 1988 – Den hundrade poeten
- 1991 – Alkemins blå eld, razem z Oweini
- 1994 – Resans syster, poesin
- 1998 – Det splittrade alfabetet
- 2000 – De röda minustalen (zbiór poezji)
- 2002 – Det som muser viskat
- 2005 – Den nya kvinnostaden
- 2008 – Ett svar i 24 skärvor
- 2012 – Flodernas bok
- 2016 – Gutenberggalaxens nova: En essäberättelse om Erasmus av Rotterdam, humanismen och 1500-talets medierevolution
- 2020 – Livets tunna väggar

## Nagrody i wyróżnienia
- 2006 – Gerard Bonniers essäpris
- 2007 – Aspenströmpriset
- 2007 – Gun och Olof Engqvists stipendium
- 2007 – Letterstedtska författarpriset
- 2008 – Sorescupriset
- 2012 – Stora fackbokspriset
- 2016 – Nagroda Augusta w kategorii literatura faktu za Gutenberggalaxens nova: En essäberättelse om Erasmus av Rotterdam, humanismen och 1500-talets medierevolution
- 2017 – Nagroda za esej Akademii Szwedzkiej
- 2020 – Övralidspriset